# 庞庄普恩寺
庞庄普恩寺是一座古建筑，建于明清时期，位于山西省晋中市平遥县朱坑乡庞庄村。
1982年10月10日，庞庄普恩寺公布为平遥县文物保护单位。2021年8月4日，庞庄普恩寺公布为第六批山西省文物保护单位。